# Out of Body Experience (Album)
Out of Body Experience (englisch für ‚Außerkörperliche Erfahrung‘) ist das zweite Album der Melodic-Death-Metal-Band Degradead, das von Dockyard1 im Februar 2009 veröffentlicht wurde.

## Entstehungsgeschichte
Out of Body Experience  wurde im November 2008 im Abyss-Studio in Ludvika aufgenommen und von Degradead zusammen mit Jonas Kjellgren (u. a. auch Gitarrist von Scar Symmetry) produziert. Als Toningenieur beteiligte sich Daniel Bergstrand (unter anderem für In Flames und Meshuggah tätig) am Album. Der Mix erfolgte im Dezember in den Dug Out Studios von Uppsala. Gemastert wurde das Album von Mats „Limpan“ Lindfors im Cutting Room, Stockholm. Die Albumveröffentlichung wurde im Februar 2009 im Debaser Medis in Stockholm gefeiert.
Für das Lied Wake the Storm wurde ein Video in Trollhättan gedreht. Das Video erzählt neben einer Art Liveauftritt vor schwarzem Hintergrund die Geschichte eines Kriminellen auf der Flucht vor der Polizei, der später in die Hände einer Gruppe von Zuhältern gerät. Das Video wurde in der Egoperspektive gefilmt. Nach dem Dreh folgte eine Headliner-Tour durch Europa und eine anschließende Supporttour für Satyricon durch Schweden, Dänemark und Finnland.

## Titelliste
1. All Is Gone – 4:07
2. Wake the Storm – 3:52
3. Archieve the Sky – 3:33
4. Everlasting Hatred – 5:14
5. Depths of Darkness – 3:14
6. V.X.R. – 3:13
7. Future Is Now – 3:43
8. Transmigration – 2:32
9. The Burning Orchid – 3:24
10. Almost Dead – 3:16
11. Dream – 3:16
12. Illusion – 3:42
13. Suffering – 3:33
14. Unfortunate – 4:21

## Musikstil
Der Musikstil auf Out of Body Experience ist dem Melodic Death Metal zuzuordnen. Vergleichbar ist die Musik von Degradead mit der Band In Flames. Der Gesang ist meist gegrowlt und wechselt sich bei manchen Liedern mit Klargesang ab. In einigen Liedern sind dezente Einflüsse aus dem Thrash Metal erkennbar.

## Rezeption
Nach Meinung von Michael Edele von Laut.de stellt das Album eine deutliche Steigerung zum Debütalbum Til Death Do Us Apart dar:

„Das Debüt war bereits ein ordentliche Scheibe, nun zeigen Degradead aber richtig, was Sache ist.“

Das Album erreichte in den offiziellen schwedischen Albencharts Platz 48.